# Rastislavice
Rastislavice és un poble i municipi d'Eslovàquia que es troba a la regió de Nitra, al sud-oest del país.

## Història
La primera menció escrita de la vila es remunta al 1936. Es va crear un nou assentament esclòva en el marc de la reforma agrària de Txecoslovàquia. Fins a la fi de le Primera Guerra Mundial pertanyia al Regne d'Hongria.

## Llocs d'interés
- Museu municipal d'història local, inaugurat el 2002 com a sala de tradicions a l'iniciativa del batlle d'aleshores, Richard Kraus. S'hi troba una placa commemorativa en honor al primer batlle Ondrej Hollé (1887-1966), que va contribuir a la independència del poble.[4]

## Demografia
| Godina             | 1994 | 2004   | 2014   | 2024   |
| ------------------ | ---- | ------ | ------ | ------ |
| Nombre de persones | 913  | 923    | 900    | 958    |
| Diferència         |      | +1,09% | −2,49% | +6,44% |

| Godina             | 2023 | 2024   |
| ------------------ | ---- | ------ |
| Nombre de persones | 953  | 958    |
| Diferència         |      | +0,52% |